# Tomaśkula
Tomaśkula – polana w Gorcach. Znajduje się na bocznym grzbiecie pasma Gorca, oddzielającym dolinę Potoku Forędówki od doliny potoku Jaszcze. Położona jest na północno-wschodnich stokach tego grzbietu, pomiędzy przełęczą Pańska Przehybka (995 m) a Magurkami (1101 m). Jest to niewielka polana, znajdująca się na obszarze Gorczańskiego Parku Narodowego. Aby nie zarosła przez las, jest przez park koszona. Przez polanę prowadzi ścieżka dydaktyczna „Na Pańską Przehybkę”.
W górnej części doliny potoku Jaszcze, między polaną Tomaśkula a Pańską Przehybką rośnie rzadki w Polsce ostrożeń dwubarwny.
Tomaśkula znajduje się we wsi Ochotnica Górna w województwie małopolskim, w powiecie nowotarskim, w gminie Ochotnica Dolna.

## Ścieżka edukacyjna
Tworzy zamkniętą pętlę (start i koniec w tym samym miejscu):
 ścieżka edukacyjna „Dolina Potoku Jaszcze”: Jaszcze Duże (parking) – Jaszcze Małe – Łonna – Pańska Przehybka – Tomaśkula – Magurki – Kurnytowa Polana – Jaszcze Duże.